# Deltochilum morbillosum
Deltochilum morbillosum är en skalbaggsart som beskrevs av Hermann Burmeister 1848. Deltochilum morbillosum ingår i släktet Deltochilum och familjen bladhorningar. Inga underarter finns listade i Catalogue of Life.